# Stutthof
Stutthof foi um campo de concentração localizado na Cidade Livre de Danzigue (Pomerânia, norte da Polônia).
Foi o primeiro campo de concentração construído fora da Alemanha pelo regime nazi.
Ativado em 1939, recebeu cerca de 110 mil pessoas, dentre judeus, ciganos e poloneses, em sua maioria.

## Galeria

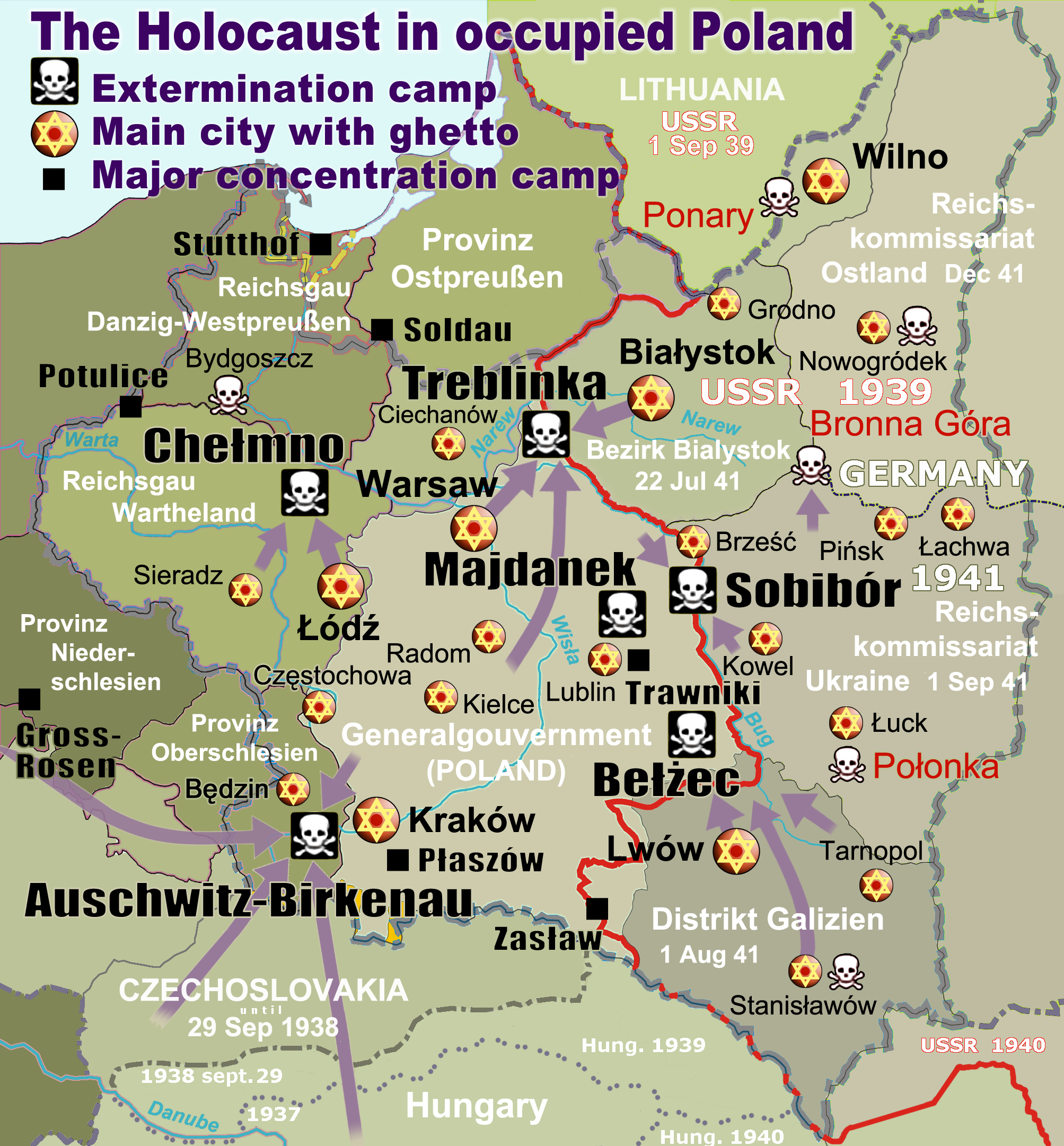
Localização do campo de Stutthof
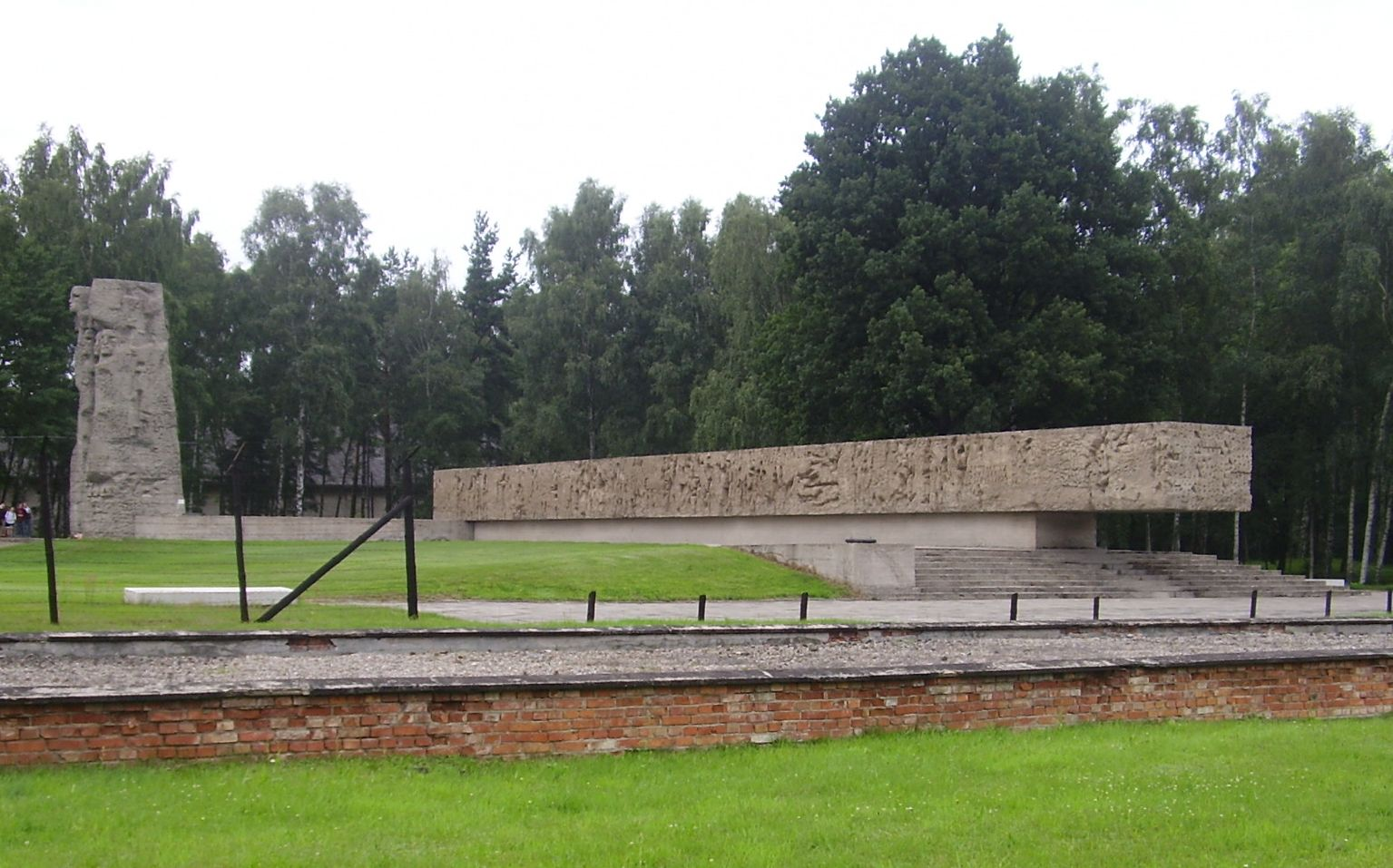
Memorial no campo
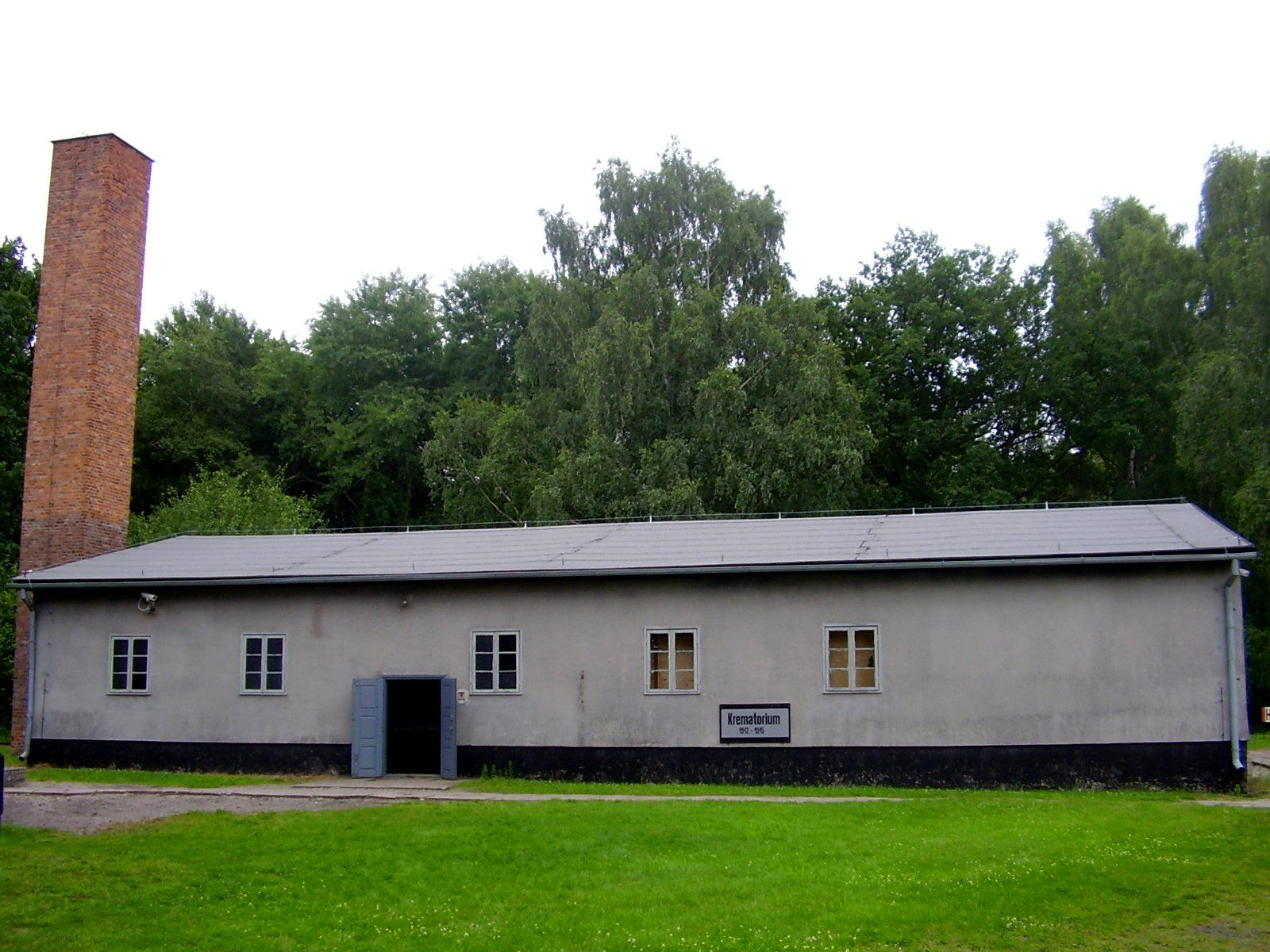
Prédio do crematório